# The Progressive Blues Experiment
| Recensione   | Giudizio    |
| ------------ | ----------- |
| AllMusic     | [ 2 ]       |
| Sputnikmusic | 3.4 (Great) |

The Progressive Blues Experiment è il primo album di Johnny Winter, pubblicato dalla Sonobeat Records nel 1968 (che pubblicò per prima l'LP in un centinaio di copie in edizione limitata, prima di cedere i diritti all'etichetta Liberty Records, e questi alla sussidiaria Imperial Records (LP-12431) nel marzo del 1969).
Il disco fu registrato nel 1967 al Vulcan Gas Company di Austin, Texas e ristampato dall'Imperial Records nel 1969 poco tempo prima del vero primo album ufficiale del chitarrista albino dal titolo Johnny Winter (pubblicato dalla Columbia Records).
Nel 2005 la Capitol Records, ripubblicò il disco su CD rimasterizzato a 24-bit.

## Tracce
Lato A
1. Rollin' and Tumblin' – 3:09 (McKinley Morganfield)
2. Tribute to Muddy – 6:20 (Johnny Winter)
3. I Got Love If You Want It – 3:52 (James Moore)
4. Bad Luck and Trouble – 3:43 (Johnny Winter)
5. Help Me – 3:46 (Sonny Boy Williamson II, Ralph Bass)

Lato B
1. Mean Town Blues – 4:26 (Johnny Winter)
2. Broke Down Engine – 3:25 (Willie McTell; arrangiamento e adattamento di Johnny Winter)
3. Black Cat Bone – 3:46 (Johnny Winter)
4. It's My Own Fault – 7:20 (B.B. King, Joe Josea)
5. Forty-Four – 3:28 (Roosevelt Sykes)

- Il brano Help Me, in alcune pubblicazioni è attribuito a Ralph Bass, Willie Dixon e Sonny Boy Williamson
- Il brano Broke Down Engine, in alcune pubblicazioni è attribuito a Andy Fernbach
- il brano It's My Own Fault in alcune pubblicazioni è attribuito a B.B. King e Jules Taub
- Il brano Forty-Four, nell'album pubblicato dalla Sonobeat Records, l'autore è indicato come Roosevelt Sykes, mentre nell'album dell'Imperial Records, l'autore indicato è Chester Burnett

## Musicisti
- Johnny Winter - chitarra solista, voce
- Johnny Winter - armonica, mandolino (brano: Bad Luck and Trouble)
- Johnny Winter - chitarra national steel (brani: Bad Luck and Trouble e Broke Down Engine)
- Tommy Shannon - basso
- Uncle John Turner - batteria

Note aggiuntive
- Bill Josey e Rim Kelley - produttori
- Registrato dal vivo al The Vulcan Gas Company Nightclub di Austin, Texas, Stati Uniti nel 1967
- Rim Kelley - ingegnere delle registrazioni